# Kaori Yoshida
Kaori Yoshida (jap. 吉田 香織, Yoshida Kaori; * 4. August 1981 in Sakado) ist eine japanische Marathonläuferin.

## Werdegang
2001 gewann Kaori Yoshida den Chiba-Halbmarathon, 2005 wurde sie Vierte beim Kagawa-Marugame-Halbmarathon und 2006 siegte sie beim Hokkaidō-Marathon.
2007 verließ sie das Firmenteam von Shiseido, um sich dem neugegründeten Second Wind AC ihres Trainers Manabu Kawagoe anzuschließen. Im Dezember wurde sie Vierte beim Honolulu-Marathon, und im darauffolgenden Jahr wurde sie Zwölfte beim Nagoya-Marathon, Dritte beim Hokkaidō-Marathon, siegte beim Casablanca-Marathon und wurde Zweite in Honolulu.
Im März 2009 wechselte sie vom Second Wind AC zum Amino Vital AC. Einem elften Platz in Hokkaidō folgte ein vierter in Honolulu.
2010 gewann sie den Gold-Coast-Marathon und blieb als Achte beim Chicago-Marathon erstmals unter zweieinhalb Stunden.
Nach ihrem vierten Platz beim Honolulu-Marathon im Dezember 2012 wurde die Läuferin positiv auf EPO getestet und für ein Jahr gesperrt.
Auf Einspruch der japanischen Antidoping-Agentur JADA verlängerte das nationale Schiedsgericht Japans die Sperre im August 2013 auf zwei Jahre.
Im Mai 2016 lief Kaori Yoshida in Takashima beim Wings for Life World Run mit 65,71 km die bis dahin beste von einer Frau erzielte Distanz.

## Persönliche Bestzeiten
- 5000 m: 15:55,85 min, 14. Mai 2000, Shiroi
- 10.000 m: 32:01,23 min, 29. September 2001, Kanazawa
- Halbmarathon: 1:10:18 h, 21. Januar 2001, Chiba
- Marathon: 2:28:24 h, 12. März 2017, Nagoya